# Parachironomus schneideri
Parachironomus schneideri är en tvåvingeart som beskrevs av Beck 1969. Parachironomus schneideri ingår i släktet Parachironomus och familjen fjädermyggor.
Artens utbredningsområde är Florida. Inga underarter finns listade i Catalogue of Life.